# النهيان (جعلان بني بو علي)
النهيان منطقة سكنية تقع في ولاية جعلان بني بو علي، التابعة لمحافظة جنوب الشرقية في سلطنة عمان. يقدر عدد سكانها بـ 6 نسمة حسب إحصاء عام 2010 التابع للمركز الوطني للإحصاء والمعلومات الحكومي. رمز المنطقة هو 80430430.

## الوصلات الخارجية
- المركز الوطني للإحصاء والمعلومات، سلطنة عمان